# La voie de l’ennemi

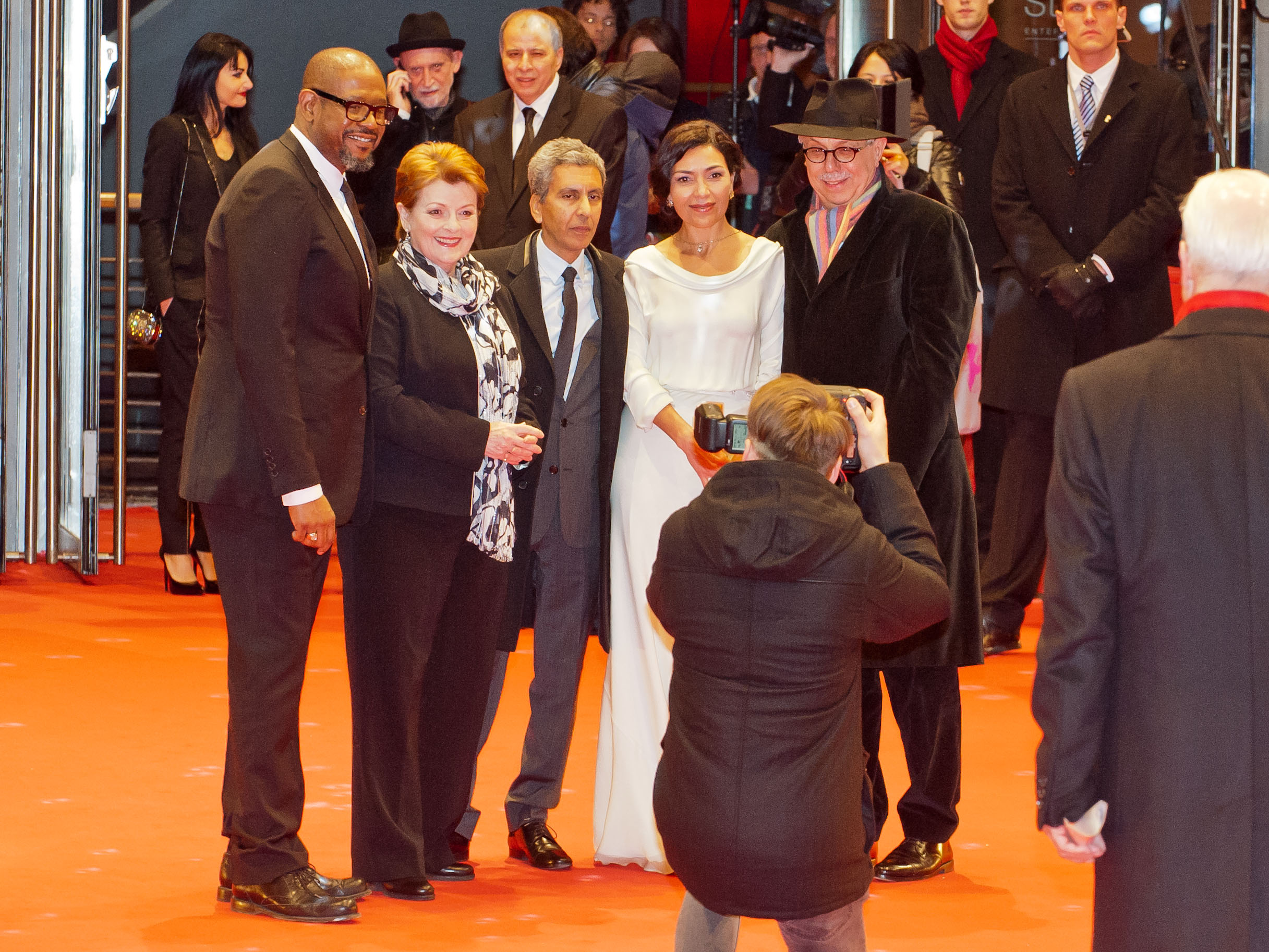
Cast und Regisseur bei der Premiere

La voie de l’ennemi (engl. Titel: Two Men in Town) ist ein französisch-algerisch-belgisch-amerikanischer Spielfilm aus dem Jahr 2013 von Regisseur Rachid Bouchareb, der auf dem Film Endstation Schafott (orig. Titel: Deux Hommes dans la Ville) von José Giovanni basiert.
Die Produktion lief im Wettbewerb der Berlinale 2014 und hatte am 7. Februar 2014 dort Premiere.

## Handlung
Der im Gefängnis zum Islam konvertierte Polizistenmörder William Garnett wird vorzeitig aus der Haft entlassen. Begleitet von einer Bewährungshelferin bemüht er sich, nach 18 Jahren Freiheitsentzug ein neues Leben aufzubauen. Dem entgegen stehen das Misstrauen des örtlichen Sheriffs, dessen Stellvertreter Garnett einst erschossen hat, sowie Garnetts eigene Unfähigkeit, seine gewalttätigen Wutausbrüche unter Kontrolle zu bringen. Als Garnetts krimineller Komplize aus alten Zeiten dessen neue Freundin misshandelt, lauert Garnett ihm auf und erschlägt ihn.

## Kritiken
Kino.de wertete: „Rachid Bouchareb […] wagt ein Remake von José Giovannis Kriminalklassiker ‚Endstation Schafott‘ (1973). José Giovanni, der selbst lange Jahre im Gefängnis saß, setzte sich in seinem Roman und der späteren Verfilmung mit den Ungerechtigkeiten des französischen Justizsystems auseinander. Bouchareb verlegt die Handlung ins heutigen Amerika, Forest Whitaker und Harvey Keitel verkörpern in diesem gnadenlosen Drama – an Stelle von Alain Delon und Jean Gabin – die beiden Seiten des Gesetzes. Eine Tragödie um Macht, Machtmissbrauch, Rache und Versöhnung.“
Auf der Berlinale 2014 urteilte Hannah Pilarczyk: La voie de l'ennemi käme mit seinen „Breitwandaufnahmen von staubigen Horizonten und glühenden Sonnenuntergängen“ sehr „verheißungsvoll daher. Doch zum Moment der Verheißung gesellt sich leider keiner der Eskalation oder gar Erfüllung.“